# Brevipalpus nocivus
Brevipalpus nocivus är en spindeldjursart som beskrevs av Siddiqui, Chaudhri och Akbar 1979. Brevipalpus nocivus ingår i släktet Brevipalpus och familjen Tenuipalpidae. Inga underarter finns listade.